# 837

سنة 837 كانت سنة بسيطة تبدأ يوم الإثنين حسب التقويم اليولياني.

## أحداث
- 10 أبريل - مذنب هالي يقترب من الأرض مسافة 5 ملايين كم، وفي أقرب مسافة يقترب فيها من الأرض على الإطلاق.

## مواليد
- ابن دريد
- يحيى بن عمر بن يوسف

## وفيات
- زيادة الله بن إبراهيم الأغلبي التميمي ثالث ملوك الدولة الأغلبية
- محمد بن عمر المعيطي - محدث وفقيه بغدادي.